# Loricoecia acutimarginata
Loricoecia acutimarginata är en kräftdjursart som beskrevs av V. G. Chavtur 1977. Loricoecia acutimarginata ingår i släktet Loricoecia och familjen Halocyprididae. Inga underarter finns listade i Catalogue of Life.